# Manuel Antônio Galvão
Manuel Antônio Galvão (Salvador, 3 de janeiro de 1791 — Rio de Janeiro, 21 de março de 1850) foi um juiz de fora, desembargador e político brasileiro.
Foi presidente da província de Alagoas, de 1 de janeiro de 1829 a 4 de abril de 1830. Presidiu também as província do Espírito Santo, de 4 de dezembro a 9 de dezembro de 1830, Minas Gerais, de 3 de fevereiro a 22 de abril de 1831, Rio Grande do Sul por duas vezes, de 11 de julho de 1831 a 24 de outubro de 1833 e de 11 de dezembro de 1846 a 2 de março de 1848. Também presidiu a província da Bahia, de 18 de abril a 17 de julho de 1835.
Foi deputado provincial, deputado geral, ministro do Supremo Tribunal da Justiça e senador do Império do Brasil de 1844 a 1850.